# Grey Day
Grey Day is de symbolische dag waarop in een land de hoeveelheid hernieuwbare energie die er op één jaar tijd wordt geproduceerd volledig is opgebruikt. Vanaf die dag moet men verder met grijze energie uit kerncentrales en fossiele brandstoffen. Er wordt geteld vanaf 1 januari, hoe later deze dag valt in het jaar, hoe duurzamer de energieproductie. In België viel Grey Day in 2020 op vijf februari, na 35 dagen. Grey Day is een soort barometer waarmee men kan bestuderen hoe goed landen scoren in een transitie naar duurzame energie. Het begrip werd in 2018 geïntroduceerd door televisiezender Canvas.

## Grey Day in de Europese Unie
De dag waarop Grey Day valt in de Europese Unie is sterk uiteenlopend. Voor de volledige EU valt Grey Day in 2020 op 8 maart. Koploper is Zweden die genoeg groene energie in een jaar produceert om 200 dagen mee toe te komen. In Zweden valt Grey Day op 19 juli. Nederland is de slechtste leerling in de EU waar Grey Day al op het einde van januari valt. De tabel toont het aantal dagen na nieuwjaar tot Grey Day.
| Land                | 2020 |
| ------------------- | ---- |
| Nederland           | 28   |
| Malta               | 30   |
| Luxemburg           | 34   |
| België              | 35   |
| Verenigd Koninkrijk | 41   |
| Ierland             | 42   |
| Polen               | 42   |
| Slowakije           | 44   |
| Hongarije           | 47   |
| Cyprus              | 52   |
| Tsjechië            | 56   |
| Duitsland           | 61   |
| Frankrijk           | 62   |
| Spanje              | 65   |
| Italië              | 66   |
| Griekenland         | 67   |
| Bulgarije           | 76   |
| Slovenië            | 78   |
| Roemenië            | 88   |
| Litouwen            | 90   |
| Kroatië             | 103  |
| Estland             | 111  |
| Portugal            | 112  |
| Oostenrijk          | 123  |
| Denemarken          | 133  |
| Letland             | 148  |
| Finland             | 151  |
| Zweden              | 200  |